# 시타다촌 (에히메현)
시타다촌(舌田村)은 에히메현 니시우와군에 설치되었던 촌이다. 현재의 야와타하마시에 해당한다.